# Oncosperma tigillarium
Oncosperma tigillarium là loài thực vật có hoa thuộc họ Arecaceae. Loài này được (Jack) Ridl. mô tả khoa học đầu tiên năm 1864.

## Hình ảnh

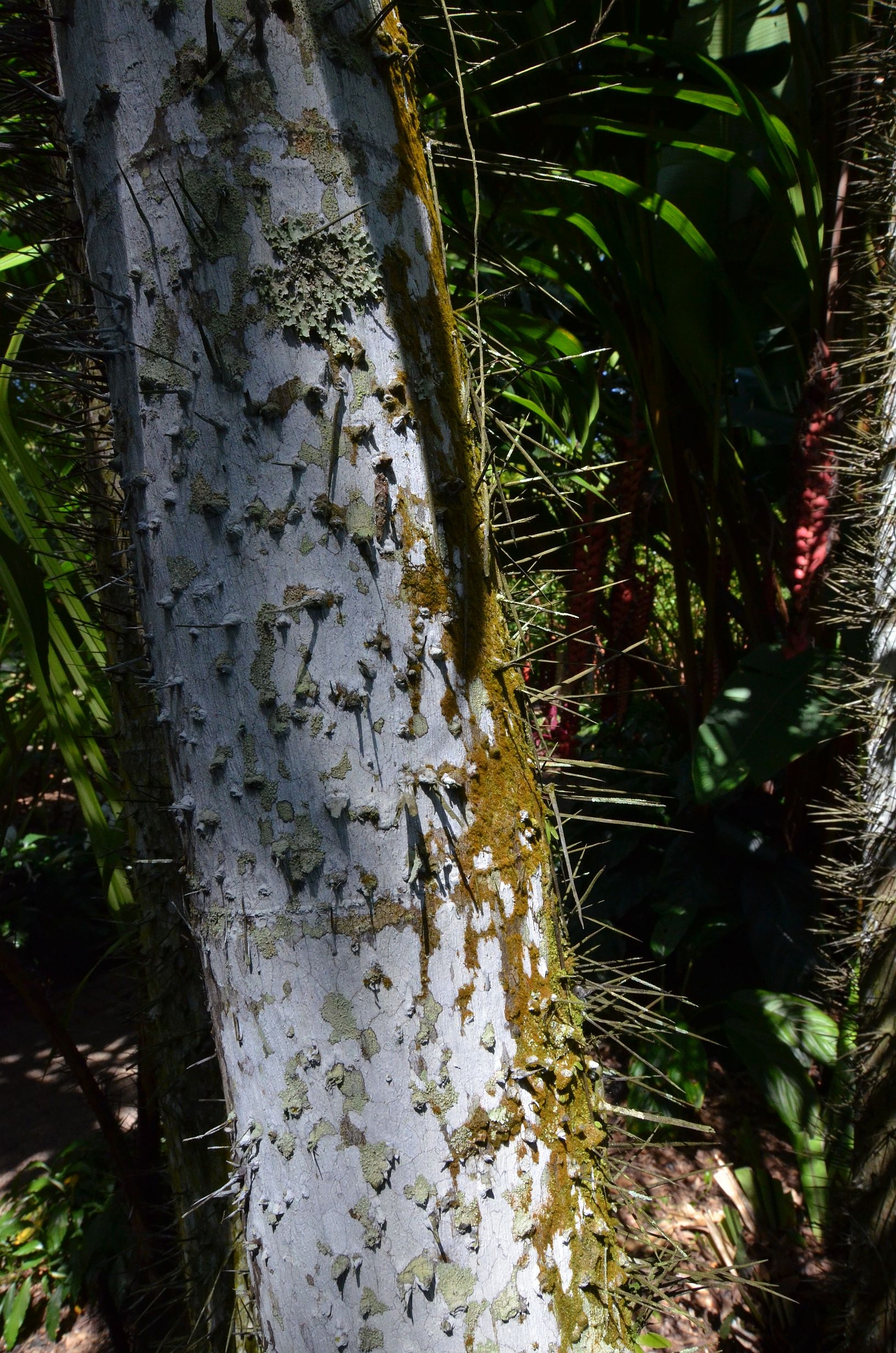